# 110 mètres haies aux championnats du monde d'athlétisme 1995
Navigation
Stuttgart 1993 Athènes 1997
L'épreuve du 110 mètres haies des championnats du monde d'athlétisme 1995 s'est déroulée les 11 et 12 août 1995 à l'Ullevi Stadion de Göteborg, en Suède. Elle est remportée par l'Américain Allen Johnson.

## Résultats

### Finale
| Rang               | Athlète          | Pays        | Temps   |
| ------------------ | ---------------- | ----------- | ------- |
| Médaille d'or      | Allen Johnson    | États-Unis  | 13 s 00 |
| Médaille d'argent  | Tony Jarrett     | Royaume-Uni | 13 s 04 |
| Médaille de bronze | Roger Kingdom    | États-Unis  | 13 s 19 |
| 4                  | Jack Pierce      | États-Unis  | 13 s 27 |
| 5                  | Kyle Vander-Kuyp | Australie   | 13 s 30 |
| 6                  | Dan Philibert    | France      | 13 s 34 |
| 7                  | Erik Batte       | Cuba        | 13 s 38 |
| 8                  | Emilio Valle     | Cuba        | 13 s 43 |

## Légende
Records et Performances
- AR : Record continental (area record)
- CR : Record des championnats (championship record)
- MR : Record du meeting (meet record)
- NR : Record national (national record)
- OR : Record olympique (olympic record)
- PR : Record paralympique (paralympic record)
- PB : Record personnel (personal best)
- SB : Meilleure performance personnelle de la saison (season's best)
- WL : Meilleure performance mondiale de l'année (world leader)
- WJR : Record du monde junior (world junior record)
- WR : Record du monde (world record)

Circonstances et Conditions
- DNF : N'a pas terminé (did not finish)
- DNS : N'a pas pris le départ (did not start)
- DQ : Disqualification (disqualification)
- NM : Aucun essai valable enregistré (No Mark)
- Q : Qualifié « directement » au prochain tour (ou à la prochaine compétition), lors d'une compétition majeure, grâce au classement ou à la réalisation des minima (automatic qualifier)
- q : Qualifié au prochain tour (ou à la prochaine compétition), lors d'une compétition majeure, grâce au repêchage ou à la réalisation de l'une des meilleures performances parmi celles des « non qualifiés directement » (grâce au meilleur temps ou à la meilleure distance par exemple) (secondary qualifier)